# 궁녀 (1972년 영화)
"궁녀"는 1972년 공개된 대한민국의 영화이다.

## 배역
- 윤정희 : 복녀 역
- 신영균
- 박노식
- 전양자
- 도금봉
- 윤인자
- 김동원
- 최남현
- 김웅
- 전숙
- 송미남
- 석금성
- 전영주

## 수상
- 제19회 아시아영화제
  - 여자연기상
  - 인도주의양양상